# Koninklijke Orde van de Leeuw (België)
De Koninklijke Orde van de Leeuw werd in 1891 door koning Leopold II van België ingesteld in de Kongo-Vrijstaat, een staat die zijn privébezit was. Het motto van de Orde is "Travail et progrès" (werk en vooruitgang) en de Orde werd voor verdienste voor de Congo en het staatshoofd toegekend. Toen Congo in 1908 een Belgische kolonie werd werd ook de orde overgenomen door het Koninkrijk België. Ook na de onafhankelijkheid van de kolonie werd de orde nog tot de Belgische ridderorden gerekend, maar sinds 1960 niet toegekend.
De ridderorde wordt door het Ministerie van Buitenlandse Zaken geadministreerd en kent vijf klassen en drie medailles.
Graden en versierselen van de orde
- Grootmeester

Deze functie werd bekleed door de koning van België.
- Grootkruis

Deze draagt een kruis van de orde aan een 101 millimeter breed purperen lint met twee zachtblauwe en een witte bies over de rechterschouder en een ster met afwisselende gouden en zilveren stralen met daarop het gekroonde medaillon van de keerzijde van de orde. Bij bijzondere gelegenheden dragen Grootkruisen het kruis aan een keten.Deze keten bestaat uit afwisselende koningskronen, monogrammen met gouden letters "S" en "L" en medaillons met de Belgische leeuw op een blauwe achtergrond.

Het kruis of kleinood is een wit geëmailleerd kruis met een blauwe rand. Daarop is een medaillon gelegd met de Belgische leeuw op een blauwe achtergrond en op de keerzijde een verstrengeld monogram "LS" (Leopold Souverein). Boven het kruis is een gouden koningskroon aangebracht en tussen de armen zijn verstrengelde letters "C" gemonteerd.
- Grootofficier

Deze draagt ditzelfde kruis aan een lint om de hals en een zilveren Maltezer kruis met stralen tussen de armen en daarop het gekroonde medaillon van de orde op de linkerborst.
- Commandeur

Deze draagt het kruis aan een 55 millimeter breed lint om de hals.
- Officier

De officier draagt het kruis van de orde aan een lint met een rozet op de linkerborst.
- Ridder

De ridders dragen hun kruis aan een 37 millimeter breed lint op de linkerborst. Het kruis van de ridders is niet verguld en de kroon is van zilver.
- Medailles in goud, zilver en brons.

De medailles worden aan een 37 millimeter breed lint op de linkerborst gedragen.
Leopoldsorde · Kroonorde · Orde van Leopold II 

voormalig: Orde van de Leeuw · Orde van de Afrikaanse Ster 

Zie ook: Onderscheidingen van het Belgische Rode Kruis